# طيون صيني
الطيون الصيني (باللاتينية: Inula chinensis) نوع نباتي ينتمي إلى جنس الطيون من الفصيلة النجمية.

## الموئل والانتشار
ينتشر هذا النوع في شرق آسيا.